# کری-آن گوس
 کری-آن گوس (انگلیسی: Kerry-Anne Guse؛ زادهٔ ۱۲ آوریل ۱۹۷۲) یک تنیس‌باز اهل استرالیا است.